# Salmo 92
El salmo 92  es, según la numeración hebrea, el nonagésimo segundo salmo del Libro de los salmos de la Biblia. Corresponde al salmo 91 según la numeración de la Biblia Septuaginta griega, empleada también en la Vulgata latina. Por este motivo, recogiendo la doble numeración, a este salmo también se le refiere como el salmo 92 (91).
Es conocido como Mizmor Shir L'yom HaShabbat , está aparentemente dedicado al día de Sabbat. Aunque se puede recitar cualquier día, generalmente está reservado para Sabbat y también se recita durante los servicios matutinos en festivales.

## Testigos textuales
Algunos manuscritos antiguos que contienen el texto de este capítulo en hebreo pertenecen a la tradición del Texto masorético, que incluye el Códice de Alepo (siglo X) y el Códice Leningradensis (1008). El palimpsesto AqTaylor que se conserva incluye una traducción al griego koiné realizada por Aquila de Sinope hacia el año 130 d. C., que contiene los versículos 1-10.

## Texto
La siguiente tabla muestra el texto en hebreo del salmo con vocales, junto con el texto en griego koiné de la Septuaginta y la traducción al español de la Biblia del Rey Jacobo. Tenga en cuenta que el significado puede diferir ligeramente entre estas versiones, ya que la Septuaginta y el texto masorético provienen de tradiciones textuales diferentes. En la Septuaginta, este salmo está numerado como Salmo 91.
| #     | En hebreo                                                | En español | En griego |
| ----- | -------------------------------------------------------- | --- | --- |
| [ 6 ] | מִזְמ֥וֹר שִׁ֗יר לְי֣וֹם הַשַּׁבָּֽת׃                                     | (Salmo o canto para el día del sabbat).                                                                                             | Ψαλμὸς ᾠδῆς, εἰς τὴν ἡμέραν τοῦ σαββάτου. -                                                                                             |
| 1     | ט֗וֹב לְהֹד֥וֹת לַיהֹוָ֑ה וּלְזַמֵּ֖ר לְשִׁמְךָ֣ עֶלְיֽוֹן׃                        | Es bueno dar gracias al Señor y cantar alabanzas a tu nombre, oh Altísimo.                                                          | ΑΓΑΘΟΝ τὸ ἐξομολογεῖσθαι τῷ Κυρίῳ καὶ ψάλλειν τῷ ὀνόματί σου, ῞Υψιστε,                                                                  |
| 2     | לְהַגִּ֣יד בַּבֹּ֣קֶר חַסְדֶּ֑ךָ וֶ֝אֱמ֥וּנָתְךָ֗ בַּלֵּילֽוֹת׃                          | Para manifestar tu misericordia por la mañana, y tu fidelidad cada noche,                                                           | τοῦ ἀναγγέλλειν τῷ πρωΐ τὸ ἔλεός σου καὶ τὴν ἀλήθειάν σου κατὰ νύκτα                                                                    |
| 3     | עֲֽלֵי־עָ֭שׂוֹר וַעֲלֵי־נָ֑בֶל עֲלֵ֖י הִגָּי֣וֹן בְּכִנּֽוֹר׃                       | Sobre un instrumento de diez cuerdas, y sobre el salterio; sobre el arpa con un sonido solemne.                                     | ἐν δεκαχόρδῳ ψαλτηρίῳ μετ᾿ ᾠδῆς ἐν κιθάρᾳ.                                                                                              |
| 4     | כִּ֤י שִׂמַּחְתַּ֣נִי יְהֹוָ֣ה בְּפׇעֳלֶ֑ךָ בְּֽמַעֲשֵׂ֖י יָדֶ֣יךָ אֲרַנֵּֽן׃                    | Porque tú, Señor, me has alegrado con tus obras; me regocijaré en las obras de tus manos.                                           | ὅτι εὔφρανάς με, Κύριε, ἐν τοῖς ποιήμασί σου, καὶ ἐν τοῖς ἔργοις τῶν χειρῶν σου ἀγαλλιάσομαι.                                           |
| 5     | מַה־גָּדְל֣וּ מַעֲשֶׂ֣יךָ יְהֹוָ֑ה מְ֝אֹ֗ד עָמְק֥וּ מַחְשְׁבֹתֶֽיךָ׃                     | ¡Oh Señor, cuán grandes son tus obras! Y tus pensamientos son muy profundos.                                                        | ὡς ἐμεγαλύνθη τὰ ἔργα σου Κύριε· σφόδρα ἐβαθύνθησαν οἱ διαλογισμοί σου.                                                                 |
| 6     | אִֽישׁ־בַּ֭עַר לֹ֣א יֵדָ֑ע וּ֝כְסִ֗יל לֹא־יָבִ֥ין אֶת־זֹֽאת׃                     | El hombre bruto no lo sabe, ni el necio entiende esto.                                                                              | ἀνὴρ ἄφρων οὐ γνώσεται, καὶ ἀσύνετος οὐ συνήσει ταῦτα.                                                                                  |
| 7     | בִּפְרֹ֤חַ רְשָׁעִ֨ים ׀ כְּמ֥וֹ־עֵ֗שֶׂב וַ֭יָּצִיצוּ כׇּל־פֹּ֣עֲלֵי אָ֑וֶן לְהִשָּׁמְדָ֥ם עֲדֵי־עַֽד׃   | Cuando los impíos brotan como la hierba, y cuando todos los que hacen iniquidad florecen, es para que sean destruidos para siempre. | ἐν τῷ ἀνατεῖλαι ἁμαρτωλοὺς ὡσεὶ χόρτον καὶ διέκυψαν πάντες οἱ ἐργαζόμενοι τὴν ἀνομίαν, ὅπως ἂν ἐξολοθρευθῶσιν εἰς τὸν αἰῶνα τοῦ αἰῶνος. |
| 8     | וְאַתָּ֥ה מָר֗וֹם לְעֹלָ֥ם יְהֹוָֽה׃                                     | Pero tú, Señor, eres el más alto por los siglos de los siglos.                                                                      | σὺ δὲ ῞Υψιστος εἰς τὸν αἰῶνα, Κύριε· |
| 9     | כִּ֤י הִנֵּ֪ה אֹיְבֶ֡יךָ יְֽהֹוָ֗ה כִּֽי־הִנֵּ֣ה אֹיְבֶ֣יךָ יֹאבֵ֑דוּ יִ֝תְפָּרְד֗וּ כׇּל־פֹּ֥עֲלֵי אָֽוֶן׃ | Porque he aquí, oh Señor, tus enemigos perecerán; todos los que hacen iniquidad serán dispersados.                                  | ὅτι ἰδοὺ οἱ ἐχθροί σου, Κύριε, ἰδοὺ οἱ ἐχθροί σου ἀπολοῦνται, καὶ διασκορπισθήσονται πάντες οἱ ἐργαζόμενοι τὴν ἀνομίαν,                 |
| 10    | וַתָּ֣רֶם כִּרְאֵ֣ים קַרְנִ֑י בַּ֝לֹּתִ֗י בְּשֶׁ֣מֶן רַעֲנָֽן׃                          | Pero tú exaltarás mi cuerno como el cuerno de un unicornio: seré ungido con aceite fresco.                                          | καὶ ὑψωθήσεται ὡς μονοκέρωτος τὸ κέρας μου καὶ τὸ γῆράς μου ἐν ἐλαίῳ πίονι·                                                             |
| 11    | וַתַּבֵּ֥ט עֵינִ֗י בְּשׁ֫וּרָ֥י בַּקָּמִ֖ים עָלַ֥י מְרֵעִ֗ים תִּשְׁמַ֥עְנָה אׇזְנָֽי׃             | Mis ojos también verán mi deseo sobre mis enemigos, y mis oídos oirán mi deseo de los malvados que se levantan contra mí.           | καὶ ἐπεῖδεν ὁ ὀφθαλμός μου ἐν τοῖς ἐχθροῖς μου, καὶ ἐν τοῖς ἐπανισταμένοις ἐπ᾿ ἐμὲ πονηρευομένοις ἀκούσατε τὸ οὖς μου.                  |
| 12    | צַ֭דִּיק כַּתָּמָ֣ר יִפְרָ֑ח כְּאֶ֖רֶז בַּלְּבָנ֣וֹן יִשְׂגֶּֽה׃                         | El justo florecerá como la palmera; crecerá como el cedro del Líbano.                                                               | δίκαιος ὡς φοῖνιξ ἀνθήσει, ὡσεὶ ἡ κέδρος ἡ ἐν τῷ Λιβάνῳ πληθυνθήσεται.                                                                  |
| 13    | שְׁ֭תוּלִים בְּבֵ֣ית יְהֹוָ֑ה בְּחַצְר֖וֹת אֱלֹהֵ֣ינוּ יַפְרִֽיחוּ׃                   | Los que están plantados en la casa del Señor florecerán en los atrios de nuestro Dios.                                              | πεφυτευμένοι ἐν τῷ οἴκῳ Κυρίου, ἐν ταῖς αὐλαῖς τοῦ Θεοῦ ἡμῶν ἐξανθήσουσιν·                                                              |
| 14    | ע֭וֹד יְנוּב֣וּן בְּשֵׂיבָ֑ה דְּשֵׁנִ֖ים וְֽרַעֲנַנִּ֣ים יִהְיֽוּ׃                     | Aún en la vejez darán fruto, se mantendrán vigorosos y florecientes.                                                                | ἔτι πληθυνθήσονται ἐν γήρει πίονι καὶ εὐπαθοῦντες ἔσονται τοῦ ἀναγγεῖλαι                                                                |
| 15    | לְ֭הַגִּיד כִּֽי־יָשָׁ֣ר יְהֹוָ֑ה צ֝וּרִ֗י וְֽלֹא־[עַוְלָ֥תָה] (עלתה) בּֽוֹ׃            | Para mostrar que el Señor es recto: él es mi roca, y no hay injusticia en él.                                                       | ὅτι εὐθὴς Κύριος ὁ Θεὸς ἡμῶν καὶ οὐκ ἔστιν ἀδικία ἐν αὐτῷ.                                                                              |

## Contenido
El salmo, que originalmente pudo haber sido la canción de agradecimiento de un individuo, luego se convirtió en una oración de la sinagoga para su uso en el día de reposo. El tema central es ahora aquellas obras de Dios que son importantes para toda la iglesia. Esto incluye especialmente el gobierno justo de Dios. El salmo comienza con un llamado a alabar al Señor. La razón de la gratitud es el hecho de que Dios garantiza la justicia. Solo aquellos que aceptan el don de la visión de Dios pueden entender sus acciones. La felicidad de los impíos es solo aparente. Incluso si pueden florecer al principio, se irán de nuevo. Los justos, sin embargo, son más como un árbol de hoja perenne. Tu vida bendita proclama la obra y la grandeza de Dios.

## Comentarios

### De la Iglesia católica

#### A todo el salmo
Este salmo, al igual que el anterior, describe la bendición del hombre que habita en la presencia de Dios. Ha sido testigo de sus maravillas, ha recibido fortaleza ante sus enemigos y, aun en la vejez, sigue proclamando la salvación divina. La oración comienza expresando la alegría de alabar y dar gracias a Dios por la grandeza de sus obras. Luego se subraya que los insensatos no comprenden los planes del Señor y que los malvados acabarán desapareciendo, mientras que el justo saldrá vencedor. El salmo concluye exaltando la vida del justo, que incluso en la ancianidad sigue dando fruto y glorificando a Dios. Al rezar este salmo, el creyente cristiano es invitado a reconocer la sabiduría de los designios divinos revelados en Cristo. En Él encuentra la fuerza para vencer todo mal y para dar frutos que llevan a la vida eterna. Por eso, la liturgia lo ha reservado especialmente para la mañana del sábado, como un canto de alabanza a las obras de Dios: la creación, la redención y la santificación, misión que la Iglesia continúa proclamando en el mundo.

#### A los versículos 5-10
La alabanza surge del gozo profundo de experimentar los dones de Dios, que revelan la grandeza de su amor. No reconocer que estos bienes provienen del Señor y atribuirse el mérito a uno mismo es señal de necedad, ya que solo Dios es verdaderamente elevado por siempre (v. 9), y todo aquel que se le opone termina derrotado (v. 10).

#### A los versículos 11-16
La expresión «me das la fuerza de un búfalo» (v. 11) traduce literalmente del hebreo «has levantado mi cuerno como el de un búfalo», donde el cuerno simboliza poder y vigor. Esta imagen subraya la fortaleza que Dios concede al justo. Los enemigos son derrotados cuando intentan alzarse contra él, tal como ocurrió, en clave cristiana, con quienes se opusieron a Cristo: aunque lo atacaron, no prevalecieron, pues en su aparente derrota se manifestó la victoria definitiva de Dios.

La palabra cuerno está siempre en relación con la potestad real. Contigo derrotaremos a nuestros adversarios, con el cuerno, a nuestros enemigos (Sal 44,6). Por lo demás, en el Templo no se inmola al Señor ningún animal que no tenga cuernos. (…) De modo que si uno no está provisto de cuernos con los que vencer al enemigo, no es digno de ser inmolado a Dios. Por eso el Señor viene definido como cuerno para aquellos que creen en Él; y Él ha derrotado a los enemigos con los extremos de su cruz. Allí ha vencido al diablo y a todo su ejército. Cristo, es verdad, estaba crucificado en el cuerpo, pero, en realidad, Él crucificaba a los demonios. No fue un suplicio sino un triunfo, un estandarte triunfal.

## Usos

### Judaísmo
El Salmo 92 se recita tres veces durante todo Sabbat:
- Parte de la Oración judía. Esta recitación oficialmente marca el comienzo del Sabbat.[11]
- Durante Pesukei Dezimra. (También se recita en Pesukei Dezimra en las Festividades judías que ocurre en un día laborable).[12]
- La canción del día en el Shir Shel Yom de Sabbat.[13]

El versículo 1 es parte de Mishnah Tamid 7: 4.
Los versículos 1–2 son parte del Likel Asher Shabat recitado en las bendiciones que preceden al Shemá Israel en Sabbat.
Según el Midrash, el Salmo 92 fue dicho por Adán. Adán fue creado el viernes, y dijo este salmo al comienzo del Sabbat. No es un salmo que habla sobre el Sabbat., sino uno que se dijo en el  Sabbat. Este fue el primer día de existencia de Adán y se maravilló de la obra del Creador.

### Catolicismo
En la Liturgia de las Horas, el salmo se recita a laudes el sábado del segundo y en la cuarta semana. Para facilitar la comprensión se le asigna a cada salmo un título en rojo (rúbrica) que no forma parte del salmo. El título del Salmo 92 es Alabanza del Dios creador.

## Configuraciones musicales
- El Salmo 92 fue puesto a la música por Franz Schubert para Salomon Sulzer ( D 953 ).
- El Réquiem Ebraico (Réquiem hebreo) (1945) del compositor austriaco-estadounidense Eric Zeisl, un escenario del Salmo 92 dedicado a la memoria del padre del compositor "y las otras innumerables víctimas de la tragedia judía en Europa", se considera la primera gran obra de conmemoración del Holocausto.
- Mark Alburger compuso un escenario musical para el Salmo 92 también.